# Austrofilius mediterraneus
Austrofilius mediterraneus is een pissebed uit de familie Janiridae. De wetenschappelijke naam van de soort is voor het eerst geldig gepubliceerd in 2002 door Castello.